# Sony Ericsson P990
Sony Ericsson P990 è uno smartphone ed il successore di Sony Ericsson P910. Il telefono impiega la piattaforma software UIQ 3, basata su Symbian OS 9.1. È apparso sul mercato in agosto 2006. Il P990 ha una tastiera numerica che si apre rivelando una tastiera QWERTY sotto lo schermo, sul corpo del telefono stesso. Questo è un cambiamento rispetto al P910 dove la tastiera si trovava sul flip. La tastiera numerica può essere attaccata o staccata utilizzando il cacciavite a disposizione nella confezione. Il telefono è UMTS (3G) e tri-band GSM, supporta video chiamate attraverso la videocamera frontale VGA. Lo schermo è touchscreen a 262,521 colori (profondità di colori a 18-bit) con una risoluzione di 240x320 pixel. Dispone anche di una videocamera a 2.0 Megapixel con autofocus e di una radio FM/RDS. Il P990 si basa sul processore Philips ARM9, clock a 208 MHz. Il telefono è stato migliorato rispetto al P910 includendo il supporto Wi-Fi, che permette il collegamento a reti wireless 802.11b, che lo rende molto attrattivo per l'utente professionale.
Il telefono ha parecchi fan, che hanno dovuto aspettare pazientemente per il suo rilascio (dall'ottobre 2005, quando il P990 fu annunciato).
Inizialmente il P990 competerà con Nokia E61, E70 e probabilmente con HTC TyTN.

## Specifiche
- Reti UMTS / GSM 900 / GSM 1800 / GSM 1900
- Dimensioni 114 x 57 x 26 mm
- Peso 155 g
- Schermo TFT touchscreen, 256,000 colori
- Dimensioni dello schermo 240 x 320 pixels, 42 x 57 mm
- Tastiera QWERTY
- Riconoscimento scrittura a mano
- Suonerie polifoniche (40 canali), MP3, AAC
- Memoria espandibile: Memory Stick Pro Duo, Memory Stick da 64 MB inclusa
- 3G, 384 kbit/s
- WLAN Wi-Fi 802.11b
- Bluetooth, v2.0; porta infrarossi
- OS Symbian OS v9.1, UIQ 3.0
- Messaggistica SMS, EMS, MMS, EMail
- Browser WAP 2.0/xHTML, HTML (Opera 8)
- Giochi inclusi e scaricabili
- Videocamera 2 MP, 1600x1200 pixel, autofocus, video, flash, seconda videocamera per videochiamate; Java MIDP 2.0
- Radio FM con RDS
- Player MP3/AAC
- Testo intuitivo
- OMA DataSync 1.2 (Sync ML)
- Applicazioni compatibili Office
- Visualizzatore immagini con diapositive
- Dispositivo vivavoce incorporato
- Batteria standard Li-Ion; Stand-by fino a 400 ore; conversazione fino a 9 ore